# Force India VJM10
De Force India VJM10 was een Formule 1-auto die gebruikt werd door het Force India F1 Team in het seizoen 2017.

## Onthulling
Op 22 februari 2017 werd de VJM10 onthuld, kort voor de start van de wintertests op het Circuit de Barcelona-Catalunya. De auto werd bestuurd door Sergio Pérez, die zijn vierde seizoen met het team inging, en de van Manor overgekomen Esteban Ocon, die de naar Renault vertrokken Nico Hülkenberg verving. Alfonso Celis Jr. was de testcoureur van het team.

## Resultaten
| Resultaat                     |
| ----------------------------- |
| Winnaar                       |
| Tweede plaats                 |
| Derde plaats                  |
| Gefinisht (punten)            |
| Gefinisht (geen punten)       |
| Niet geklasseerd (NC)         |
| Uitgevallen (DNF)             |
| Niet gekwalificeerd (DNQ)     |
| Gediskwalificeerd (DSQ)       |
| Niet gestart (DNS)            |
| Gewond (INJ)                  |
| Uitgesloten (EX)              |
| Teruggetrokken (WD)           |
| Niet deelgenomen (blanco cel) |
| vetgedrukt (pole position)    |
| cursief (snelste ronde)       |

| Jaar | Chassis           | Motor                         | Banden | Coureurs     | 1   | 2   | 3   | 4   | 5   | 6   | 7   | 8   | 9   | 10  | 11  | 12  | 13  | 14  | 15  | 16  | 17  | 18  | 19  | 20  | Punten | WK-plaats |
| ---- | ----------------- | ----------------------------- | ------ | ------------ | --- | --- | --- | --- | --- | --- | --- | --- | --- | --- | --- | --- | --- | --- | --- | --- | --- | --- | --- | --- | ------ | --------- |
| 2017 | Force India VJM10 | Mercedes-AMG F1 M08 EQ Power+ | P      |              | AUS | CHN | BHR | RUS | SPA | MON | CAN | AZE | OOS | GBR | HON | BEL | ITA | SIN | MAL | JPN | VST | MEX | BRA | ABU | 187    | 4         |
| 2017 | Force India VJM10 | Mercedes-AMG F1 M08 EQ Power+ | P      | Sergio Pérez | 7   | 9   | 7   | 6   | 4   | 13  | 5   | DNF | 7   | 9   | 8   | 17  | 9   | 5   | 6   | 7   | 8   | 7   | 9   | 7   | 187    | 4         |
| 2017 | Force India VJM10 | Mercedes-AMG F1 M08 EQ Power+ | P      | Esteban Ocon | 10  | 10  | 10  | 7   | 5   | 12  | 6   | 6   | 8   | 8   | 9   | 9   | 6   | 10  | 10  | 6   | 6   | 5   | DNF | 8   | 187    | 4         |
| Jaar | Chassis           | Motor                         | Banden | Coureurs     | 1   | 2   | 3   | 4   | 5   | 6   | 7   | 8   | 9   | 10  | 11  | 12  | 13  | 14  | 15  | 16  | 17  | 18  | 19  | 20  | Punten | WK-plaats |

* Het huidige seizoen
Ferrari SF70H ·
Force India VJM10 ·
Haas VF-17 ·
McLaren MCL32 ·
Mercedes F1 W08 EQ Power+ ·
Red Bull RB13 ·
Renault R.S.17 ·
Sauber C36 ·
Toro Rosso STR12 ·
Williams FW40